# ヘザー・コーエル
ヘザー・コーエル（英：Heather Cowell、1996年1月23日 - ）は、イングランドの女子ラグビーユニオン選手。

## プロフィール
- イングランド・アイズルワース出身[1]。
- ポジションはウィング(WTB)。
- 身長 169cm、体重 60kg
- 7人制女子イングランド代表に選ばれたことがある[2]。
- 女子イングランド代表キャップは3（2022年12月現在）。

## 略歴
2024年、パリ五輪の7人制イギリス代表に選ばれた。